# BV (motorfiets)
BV is een Tsjecho-Slowaaks historisch merk van motorfietsen.
De bedrijfsnaam was: Balzer & Vemola Motorradfabrik, Tovacov u. Prostějova, later Balzer & Kostal Motorradfabrik, Prostějov en Volt-Watt AG Motorradfabrik, Prostějov.
Karel Balzer en Jaroslav Vemola begonnen in 1923 met de productie van motorfietsen. De meeste onderdelen, inclusief motorblokken en versnellingsbakken, werden in eigen beheer geproduceerd. Het modellenaanbod was desondanks vrij uitgebreid, met 173cc-tweetaktmotoren, 350cc-zijklepmotoren, 600cc-kopklepmotoren, 750cc-zijkleppers en ook zware V-twins. Ook bouwde men een zeer moderne 500cc-wegracer met een bovenliggende nokkenas, die door Jaroslav Vemola met succes in races werd ingezet. Karel Balzer racete in de lichtere klassen met een 175cc-tweetakt. De motorfietsproductie eindigde in 1929.